# Féraud (évêque de Gap)
Féraud, dit de Die, † v. 1040/44, est évêque de Gap de la première moitié du XIe siècle.

## Biographie

### Origines incertaines
Les origines de Féraud ne sont pas précisément connues. Joseph Roman (Histoire de la ville de Gap, 1892) le nomme Féraud de Die.
Sa filiation repose notamment sur l'interprétation d'un acte du Cartulaire de Cluny, no 2779, daté du 22 mai 1023. Ce document mentionne deux frères, Laugier/Léger et Pons (Leodegarius et Poncius), déterminés à se faire moines à Cluny, et faisant un don à l'abbaye de Cluny de la moitié du castrum d'Altonum (Albon), dans le diocèse de Die, et des dépendances, avec le consentement de six autres frères, dont Féraud (domni Feraldi), — Pierre dit de Mirabel, évêque de Vaison (domni Petri episcoporum), Arnoux/Arnoul/Arnulfe (domni Arnulfi), Geraud/Gérard/Giraud (domni Geraldi), Raoul/Roux/Rodolphe (domnique Rodulfi) et Raimbaud (domni Raimbaldi) —, qui obtiennent en contrepartie des alleux. 
Deux hypothèses sont développées à partir de cet acte concernant l'origine de ces frères.

La première considère que Laugier/Léger serait Laugier, dit de Nice, mari d'Odile (Poly, 1976 ; Estienne, 2004 ; Varano, 2011). Selon cette interprétation, Féraud pourrait être le frère de Laugier et ainsi le fils de Pons II de Mevouillon (Poly, 1976 ; Estienne, 2004).

Une seconde hypothèse le fait fils de Laugier [de Nice] et de l'une de ses deux épouses (Foulon/Varano, 2013). La Gallia christiana novissima (1899-1920) indiquait ainsi « fils de Laugier, riche et puissant seigneur des Alpes ». Les auteurs indiquaient que sa mère n'est pas Odile, mais plus probablement Richilde première épouse de Laugier. L'historien Jules Chevalier (1897) avançait lui aussi qu'il était le fils de Laugier, mais issu d'Odile (Odila).
Enfin, une autre hypothèse le dit fils d'Ismidon. Caïs de Pierlas (1885) parlait d'Ismidon de Royans, dit le vieux, et d'Alloy, dame de Royans,,, tandis que Manteyer (1908) avançait l'hypothèse qu'il soit l'un des trois fils — Bermundus, Feraldus et Logerius — d'Ismidon [de Valence ?].
L'archéologue médiéviste Marie-Pierre Estienne (2004), reprise par les travaux d'Eliana Magnani (2005), considère qu'il pourrait appartenir à la branche des Mirabel du lignage Mévouillon,.

### Épiscopat
Depuis le 28 décembre 986, et la reconquête sur les Sarrasins, l'évêque de Gap a la souveraineté sur la ville. Dès cette date, les seigneurs vainqueurs des envahisseurs font des dons aux églises, monastères et abbayes. Ils ne font parfois que restituer des biens qui viennent de leur être donné pour leur participation à la libération, mais qui appartenaient à l'Église avant la conquête des Alpes par les musulmans.
Féraud est cité pour la première fois comme évêque dans un document en 1010,. Une « dédicace par Féraud, évêque de Gap, de l'église de Saint-André-lès-Gap, fondée par Adalard et sa femme Frodina, qui lui ont donné des revenus suffisants pour entretenir un prêtre »,,. Cette date est retenue pour le catalogue épiscopal, notamment par la Gallia christiana novissima ou encore la liste publiée par le diocèse de Gap et d'Embrun. Plus récemment, Denyse Riche (2000) donne pour début d'épiscopat l'an 1000, et Eliana Magnani (2005) l'année 1003.
C'est lui qui, dans un acte de 1023, inféode aux Mison la vicomté de Gap. Féraud donne plusieurs domaines dans la région du Mont-Ventoux.
Féraud est présent à une donation faite en 1024 au monastère de Saint-Victor, par Bertrand, comte de Provence. En cette même année, le souverain pontife Benoit VIII écrit à Féraud, ainsi qu'à plusieurs autres évêques pour les inviter à faire rendre à l'abbaye de Cluny les biens dont quelques seigneurs s'étaient emparés.
Cinq ans plus tard, il fait une donation en faveur de l'abbaye de Cluny, le 27 mars 1029, de l'église de Saint-André-près-de-Gap,, et d'une portion de la ville de Gap. 
En 1030, il donne à l'abbaye de Saint-Victor de Marseille, l'église de Saint-Geniez-de-Dromon.
En août 1031, il est à Marseille, dans le monastère de Saint-Victor, quand le comte Bertrand cède à celui-ci deux propriétés de Pierrefeu et Forcalqueiret. Le 26 mai 1037, il est à Sarrians, auprès des comtes de Provence Geoffroy et Bertrand, et il assiste au don que ces princes font à l'ordre de Cluny de leur domaine de Septfonds.  
À la fin de sa vie, face à la déliquescence du pouvoir, il partage avec le futur comte Guillaume Bertrand de Provence la ville de Gap,. Le partage n'est pas sans conséquence et créé des tensions entre les deux parties. Un accord est trouvé vers 1044 avec son successeur, Rodolphe.